# Pitcairn
Pour les articles homonymes, voir Pitcairn (homonymie).
Cet article concerne l'île de l'océan Pacifique. Pour l'archipel dont elle est l'île principale, voir Îles Pitcairn.
Pitcairn, en anglais Pitcairn et Pitcairn Island, en pitcairnais Pitkern, est une île de l'océan Pacifique, principale terre du territoire britannique des îles Pitcairn et abritant la capitale Adamstown. Pitcairn se situe à environ 5 000 km des côtes de la Nouvelle-Zélande et autour de 5 700 km de celles de l'Amérique du Sud et n'est accessible que par bateau depuis l'archipel des Gambier, qui possède la piste d'atterrissage la plus proche, situé à environ 540 km à l'ouest-nord-ouest.
Désertée par ses habitants avant le XVIe siècle, elle est repeuplée depuis la fin du XVIIIe siècle essentiellement par les descendants des mutins du Bounty et de leurs femmes polynésiennes qui ont trouvé là une île vierge et méconnue, où se réfugier.

## Géographie

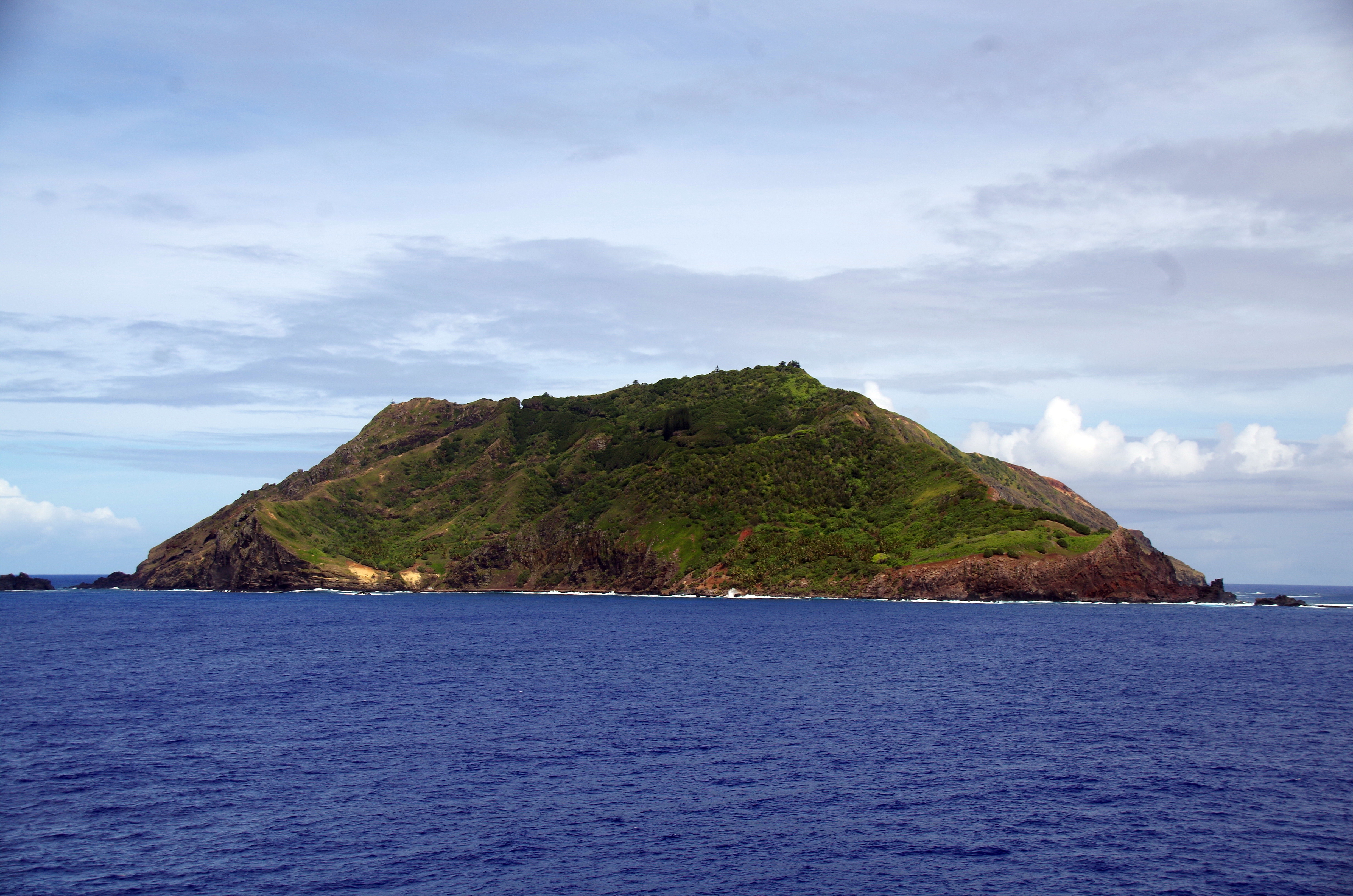
Pitcairn, vue du sud-ouest.

C'est la seule île habitée de cette partie de l'archipel, qui comprend aussi les îles Henderson, Ducie et Oeno.
L'île a été vidée de ses habitants polynésiens à la suite de sa déforestation « qui a rendu de plus en plus difficile la construction de pirogues à Mangareva et à Pitcairn », comme dans l'île de Pâques, ce qui a isolé les habitants à partir d'une période comprise entre 1000 et 1450,,.
C'est — ensemble avec l'île Henderson — l'un des cinq cas étudiés par Jared Diamond dans son livre sur le risque de collapsus écologique chez les sociétés insulaires qui surexploitent leur environnement (les autres cas sont l’île de Pâques, le peuple des Indiens Anasazis, et ceux des Mayas et des Vikings).
Au XXIe siècle, les habitants de Pitcairn sont pour la plupart des descendants des mutins du Bounty et de leurs femmes polynésiennes qui ont trouvé là une île vierge et méconnue, où se réfugier et se cacher loin des routes maritimes empruntées régulièrement par les bateaux de la Royal Navy à la fin du XVIIIe siècle.
Les habitants de Pitcairn ont développé un créole dérivé de l'anglais, le pitcairnais.
En tant que « pays dépendant du Royaume-Uni », l'économie et certains travaux insulaires pouvaient bénéficier d'aides européennes avant le 31 janvier 2020.

## Géologie
À la différence des autres îles de la région qui sont des atolls coralliens (sauf Mangareva), Pitcairn est entièrement d'origine volcanique. Elle est d'ailleurs située sur l'un des points chauds de l'hémisphère sud (dit le « point chaud de Pitcairn »).
La pétrologie de l'île et plus largement du socle océanien a notamment été étudiée par Alfred Lacroix.

## Flore et faune

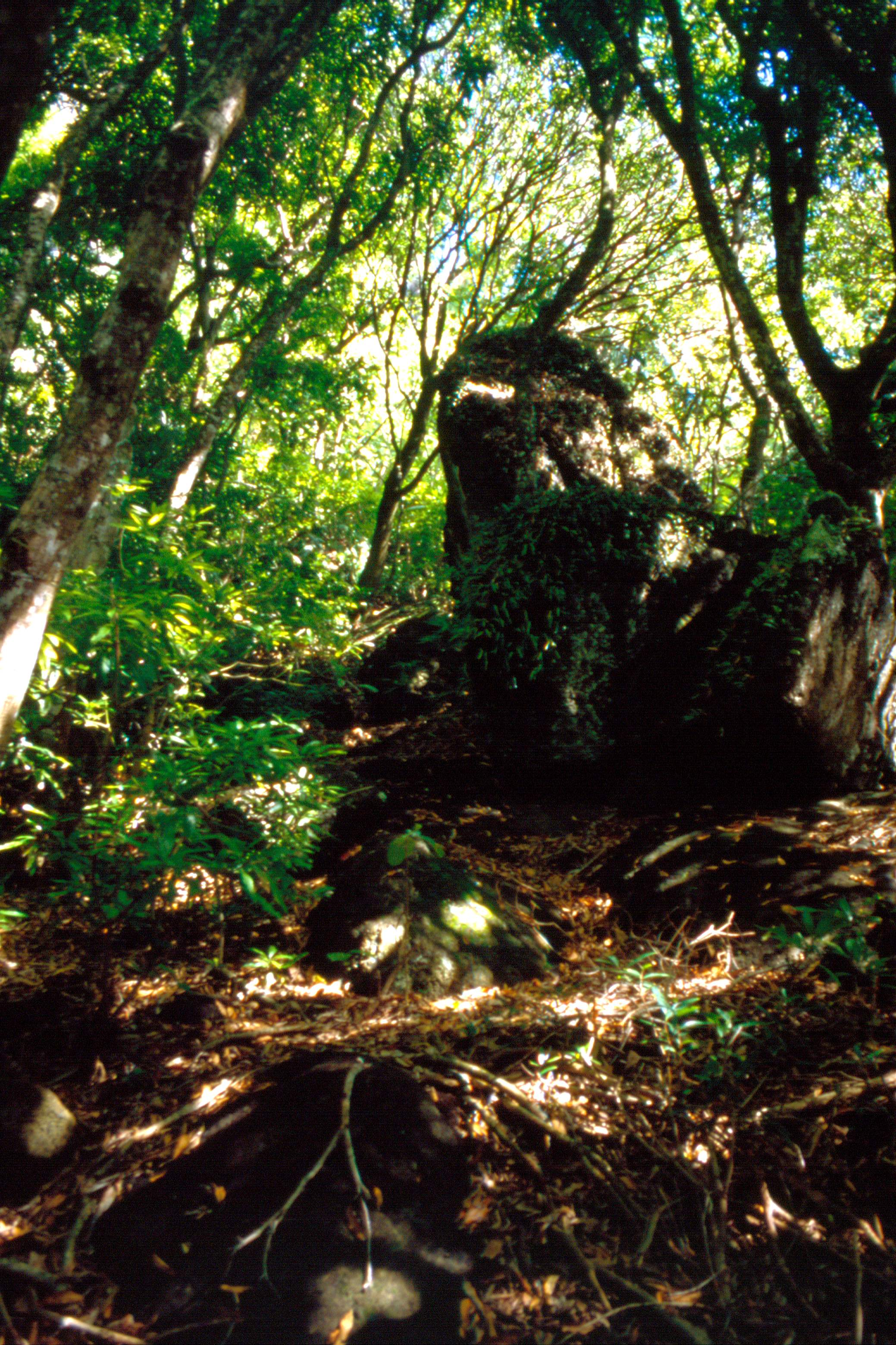
Vestiges de la végétation d'origine près de Garnet Ridges sur Pitcairn.

De vastes zones de Pitcairn sont façonnées par l'intervention humaine, maintenant couvertes de plantes non-natives de l'île. Parmi les plantes cultivées sur l'île, on peut retrouver la noix de coco, l'ananas, les agrumes, la banane, la papaye, le melon, la goyave, la canne à sucre, l'igname, le taro et l'arbre à pain.
La végétation indigène ne couvre désormais environ que 30 % de la surface de l'île, généralement sur des pentes abruptes et des vallées reculées.
Pitcairn connait aussi un problème de déforestation. Il ne reste qu'une petite zone de la forêt originelle résultant des coupes pour le feu et pour dégager des zones d'habitat. La forêt était déjà fortement dégradée depuis le début du second millénaire jusqu'à la disparition des habitants autochtones, avant l'arrivée des mutins de la Bounty.
La faune endémique sur terre se limite aux insectes, aux escargots et à certains petits reptiles. Tous les autres animaux de l'île ont été introduits par les Européens lors de leur arrivée.

## Projet de sanctuaire marin
Autour des îles, l’environnement marin, en partie d'origine volcanique (tout comme les îles), est d'une grande richesse halieutique et riche en biodiversité. Plus de 1 240 espèces de mammifères, poissons, coraux, algues y ont déjà été répertoriés (totalement nouvelles pour certaines, avec par exemple une algue marine capable de vivre à 382 mètres de profondeur, là où les plantes ne trouvent théoriquement plus assez de lumière pour survivre).
Ce patrimoine naturel exceptionnel, et la faible pression anthropique locale sont à l'origine d'un projet de création d'une très grande réserve naturelle marine et sous-marine (834 334 km2, soit plus de trois fois la taille du Royaume-Uni), dont le budget a été proposé le 18 mars 2015 par le ministre britannique des finances (pour l'année budgétaire 2015-2016). 
Ce statut de réserve devrait préserver le milieu de toute activité de pêche ou d'exploration minière, et ne sera effectif qu'après la signature d'un règlement et d'un accord entre les ONG environnementales et les autorités locales, pour notamment cadrer la manière dont la surveillance et la lutte contre le braconnage maritime se feront. 
Alors que moins de 2 % des océans mondiaux est officiellement protégé, cette réserve va faciliter la mise en œuvre des engagements du gouvernement britannique d'augmenter la surface d'aires marines protégées (c'était l'un des objectifs des dernières grandes conférences mondiales sur la biodiversité), mais toutefois à une grande distance des îles britanniques.

## Histoire

### Peuplement
L'histoire des îles Pitcairn débute à la Préhistoire, lors du peuplement des îles par des Polynésiens. Interrompu au XVIe siècle, le peuplement de l'île ne recommence qu'à la fin du XVIIIe siècle, lorsque les mutins du HMS Bounty débarquent et s'installent sur les îles.

### Affaire judiciaire
L'affaire judiciaire des îles Pitcairn concerne des accusations de crimes sexuels, survenue dans les années 2004-2006.

## Dans la culture
- Les premières années de vie humaine sur Pitcairn ont inspiré L'Île, un roman d'aventures, basé sur des faits historiques, écrit par l'écrivain français Robert Merle, et paru en 1962.
- D'autres romans s'emparent du sujet plus tôt : Jules Verne décrit, en trois chapitres, Les Révoltés de la Bounty en 1879, James Norman Hall et Charles Nordhoff publient, en trois tomes, Les Révoltés de la Bounty en 1932. Plus tôt encore, la publication d'Appendice d'Edward Christian en 1794[10] a fait connaitre, de manière plus confidentielle, l'existence de l'îlot. Par delà le journal du capitaine William Bligh, le premier récit de la mutinerie est celui de l'explorateur John Barrow, publié en 1831.